# Президент Туреччини
Президент Туреччини (тур. Türkiye Cumhurbaşkanı) — глава держави Турецька Республіка. Має багато в чому церемоніальні, але також і важливі функції. У цій якості він представляє Туреччину і єдність турецької нації; забезпечує реалізацію Конституції Туреччини, а також організовує гармонійне функціонування органів держави. Статті від 101 до 106 Конституції встановили всі вимоги, вибори, обов'язки і відповідальність Президента. Посада президента Туреччини була створена з проголошенням Турецької Республіки 29 жовтня 1923. Повноваження президента Туреччини кілька разів змінювались зі змінами до конституції. Перші президенти Туреччини, починаючи з Кемаля Ататюрка, мали майже всю повноту влади. Після 2-ї світової війни більшість влади зосередилась в руках прем'єр-міністра. Але після військового перевороту 1980 р. більшість влади знову перейшла до президента. З кінця 1980-х років більшість повноважень знову передана прем'єр-міністру. Нинішнім главою держави є 12-й президент Раджеп Таїп Ердоган з 28 серпня 2014 року, який провів референдум зі змін до конституції, що дав йому можливість знову зробити посаду президента головною.